# غشائية بحرية
غشائية بحرية (بالإنجليزية: Hymenobacter marinus)‏ هي نوع من البكتيريا،  تتبع الغشائية.